# Trader Horn (film, 1931)
Pour les articles homonymes, voir Trader Horn.
Pour plus de détails, voir Fiche technique et Distribution.
Trader Horn est un film américain réalisé par W. S. Van Dyke, sorti en 1931. C'est le premier film non-documentaire tourné sur place, en Afrique.
Le film s'inspire de la vie d'Alfred Aloysius « Trader » Horn, qui a réellement existé, mais en lui prêtant parfois des aventures fictives. Horn découvre notamment une reine de la jungle appelée la « déesse blanche » qui n'est autre que la fille d'un missionnaire perdue dans la jungle.

## Fiche technique
- Titre : Trader Horn
- Réalisation : W. S. Van Dyke
- Scénario : Dale Van Every, John T. Neville, Richard Schayer et Cyril Hume d'après le roman d'Ethelreda Lewis
- Photographie : Clyde De Vinna
- Montage : Ben Lewis
- Musique : William Axt
- Producteur : Irving Thalberg
- Société de production : Metro-Goldwyn-Mayer
- Pays de production :  États-Unis
- Format : Noir et blanc — 35 mm — 1,37:1 — Son : Mono
- Genre : Film d'aventure, Film romantique
- Durée : 122 minutes (2 h 2)
- Dates de sortie : 
  - États-Unis : 3 février 1931 (New York City, New York, première) | 23 mai 1931 (sortie nationale)
  - Suède : 3 mars 1931
  - Royaume-Uni : 4 mars 1931
  - Norvège : 6 avril 1931

## Distribution
- Harry Carey : Aloysius 'Trader' Horn
- Edwina Booth : Nina Trent
- Duncan Renaldo : Peru
- Mutia Omoolu : Rencharo
- Olive Carey : Edith Trent
- Marjorie Rambeau (scènes coupées au montage)

## Nominations et récompenses
- Nommé lors de la 4e cérémonie des Oscars.